# Orthothelphusa
Orthothelphusa is een geslacht van kreeftachtigen uit de klasse van de Malacostraca (hogere kreeftachtigen).

## Soorten
- Orthothelphusa holthuisi (Rodríguez, 1967)
- Orthothelphusa roberti (Bott, 1967)
- Orthothelphusa venezuelensis (Rathbun, 1905)